# Władykaukaz
Władykaukaz (ros. Владикавка́з, oset. Дзӕуджыхъӕу) – stolica i największe miasto Republiki Północnej Osetii-Alanii, położone w południowo-wschodniej części kraju, u stóp Kaukazu, nad rzeką Terek. Ludność składa się w większości z Osetyjczyków, Rosjan, Ormian i Gruzinów. We Władykaukazie była duża polska diaspora i kościół. Wcześniej nosiło nazwy Ordżonikidze (1931–1944, 1954–1990) oraz Dzaudżikau (1944–1954).

## Historia
Miasto zostało założone w 1784 jako twierdza w okresie rosyjskiej ekspansji na Kaukazie. Przez wiele lat była ona główną bazą wojskową w regionie. W 1799 zbudowano przez góry tzw. Gruzińską Drogę Wojenną, która łączyła miasto z Gruzją na południu, zaś w 1875 powstała linia kolejowa łącząca miasto z Rostowem nad Donem (Kolej Władykaukaska), która od 1900 uzyskała połączenie z azerbejdżańskim Baku. Władykaukaz stał się głównym centrum przemysłowym regionu, przede wszystkim w zakresie przetwórstwa ropy naftowej.
W czasie wojny domowej miasto było kilkakrotnie przedmiotem walk między siłami białych i czerwonych. W marcu 1918 r. uzbrojone oddziały robotnicze z Groznego wypędziły z niego utworzony po rewolucji lutowej i obaleniu caratu tymczasowy rząd Kozaków terskich (Tersko-Dagestański). Miasto ogłoszono stolicą Tereckiej Republiki Radzieckiej. Latem tego samego roku antybolszewiccy powstańcy kozaccy opanowali Władykaukaz ponownie, lecz w sierpniu zostali z miasta wyparci przez popierające czerwonych oddziały inguskie. Władykaukaz został wówczas poważnie splądrowany. W lutym 1919 miasto zajęła Armia Ochotnicza gen. Denikina, by ostatecznie zostać wypartą przez Armię Czerwoną w marcu 1920.
W okresie bezpośrednio po I wojnie światowej we Władykaukazie funkcjonowała polska placówka o charakterze konsularnym.
W czasie II wojny światowej w listopadzie 1942 próbowała miasto zdobyć armia niemiecka (operacja Fall Blau), która dotarła do przedmieść, ale została odparta. Był to najdalej wysunięty na południowy wschód punkt frontu wschodniego, do którego dotarły wojska hitlerowskich Niemiec (najdalszy na wschód to osada Terekli-Mekteb).
Od 1931 do 1944, a potem od 1954 do 1990, miasto nosiło nazwę Ordżonikidze (Орджоники́дзе) pochodzącą od nazwiska gruzińskiego bolszewika Sergo Ordżonikidze. W latach 1944–1954 nosiło nazwę Dzaudżikau (Дзауджика́у). Nazwa Władykaukaz oznacza „Rządzący Kaukazem”.

## Przynależność administracyjna
- 1921 – 1924: Górska Autonomiczna SRR (stolica);
- 1924 – 1925: do samodzielnego regionu autonomicznego na prawach guberni;
- 1936 – 1991: Północnoosetyjska Autonomiczna SRR;
- 1991 – teraz: Republika Osetii Północnej (stolica).

## Demografia
Skład narodowościowy i etniczny w latach 1897 i 2010 na podstawie oficjalnych danych rosyjskich:
- 1897[6]

1. Rosjanie: 28 831 (65,91%)
2. Osetyńcy: 2916 (6,67%)
3. Gruzini: 2527 (5,78%)
4. Ormianie: 2049 (4,68%)
5. Polacy: 1408 (3,22%)
6. Ukraińcy: 1286 (2,94%)
7. Żydzi: 1034 (2,36%)
8. Persowie: 818 (1,87%)

- 2010

1. Osetyńcy: 209 604 (63,49%)
2. Rosjanie: 80 945 (24,52%)
3. Ormianie: 11 697 (3,54%)
4. Gruzini: 7114 (2,15%)
5. Ingusze: 3725 (1,13%)
6. Azerowie: 2212 (0,67%)
7. Ukraińcy: 1857 (0,56%)
8. Grecy: 1719 (0,52%)

## Religia

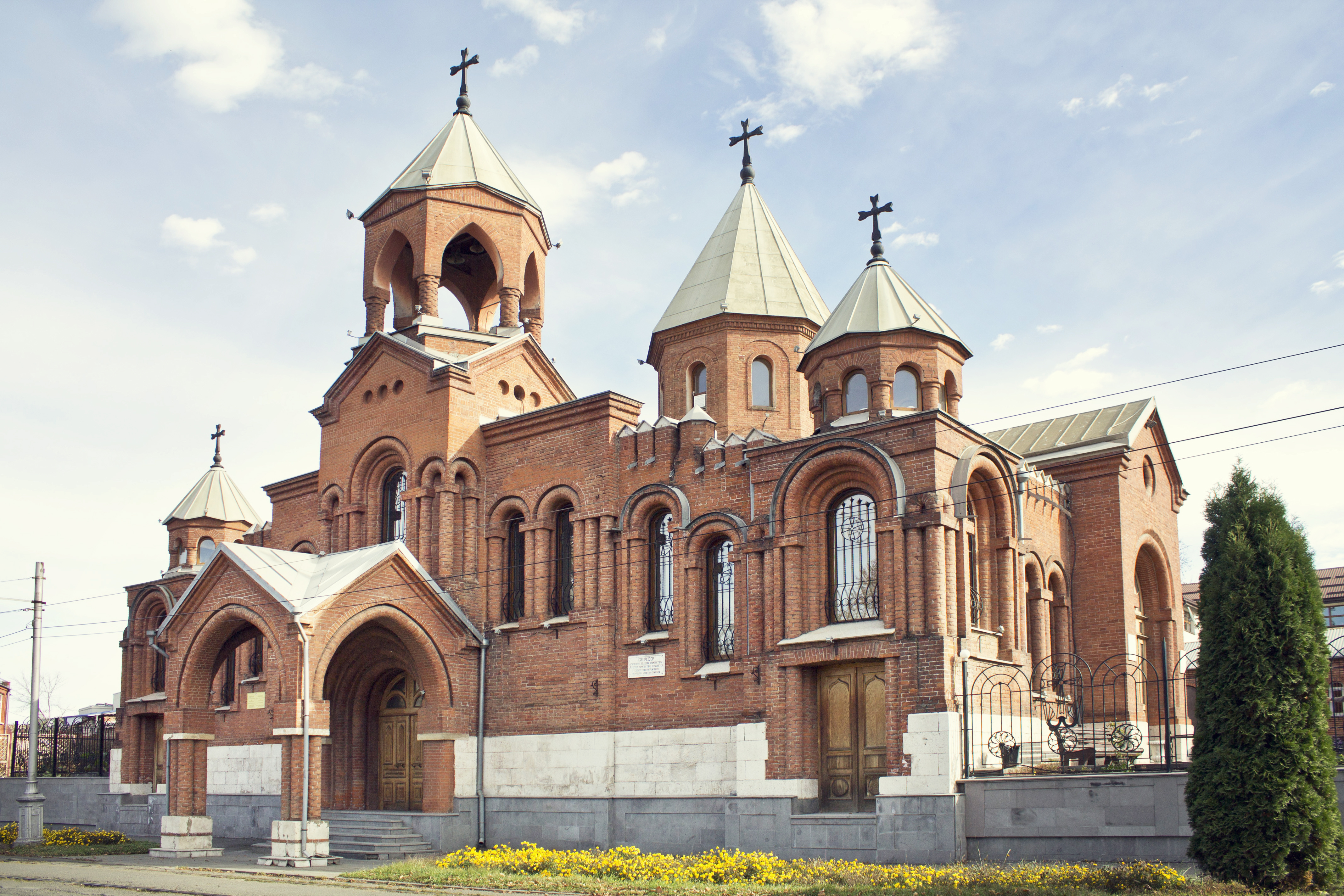
Kościół ormiański z XIX wieku

Władykaukaz jest od 2011 siedzibą eparchii Rosyjskiego Kościoła Prawosławnego. Jej katedrą jest sobór św. Jerzego we Władykaukazie. We Władykaukazie znajduje się także czynny Meczet Muchtarowa, ormiański kościół św. Grzegorza oraz parafia rzymskokatolicka pw. Wniebowstąpienia Jezusa Chrystusa.

## Zabytki
- Cerkiew Narodzenia Matki Bożej
- Ormiański kościół św. Grzegorza z XIX wieku
- Teatr z 1872
- Meczet z 1908

## Gospodarka
W mieście i okolicach zlokalizowane są zakłady przemysłu metalurgicznego, chemicznego, drzewnego, elektrotechnicznego, skórzanego i szklarskiego.

## Transport
- Tramwaje we Władykaukazie

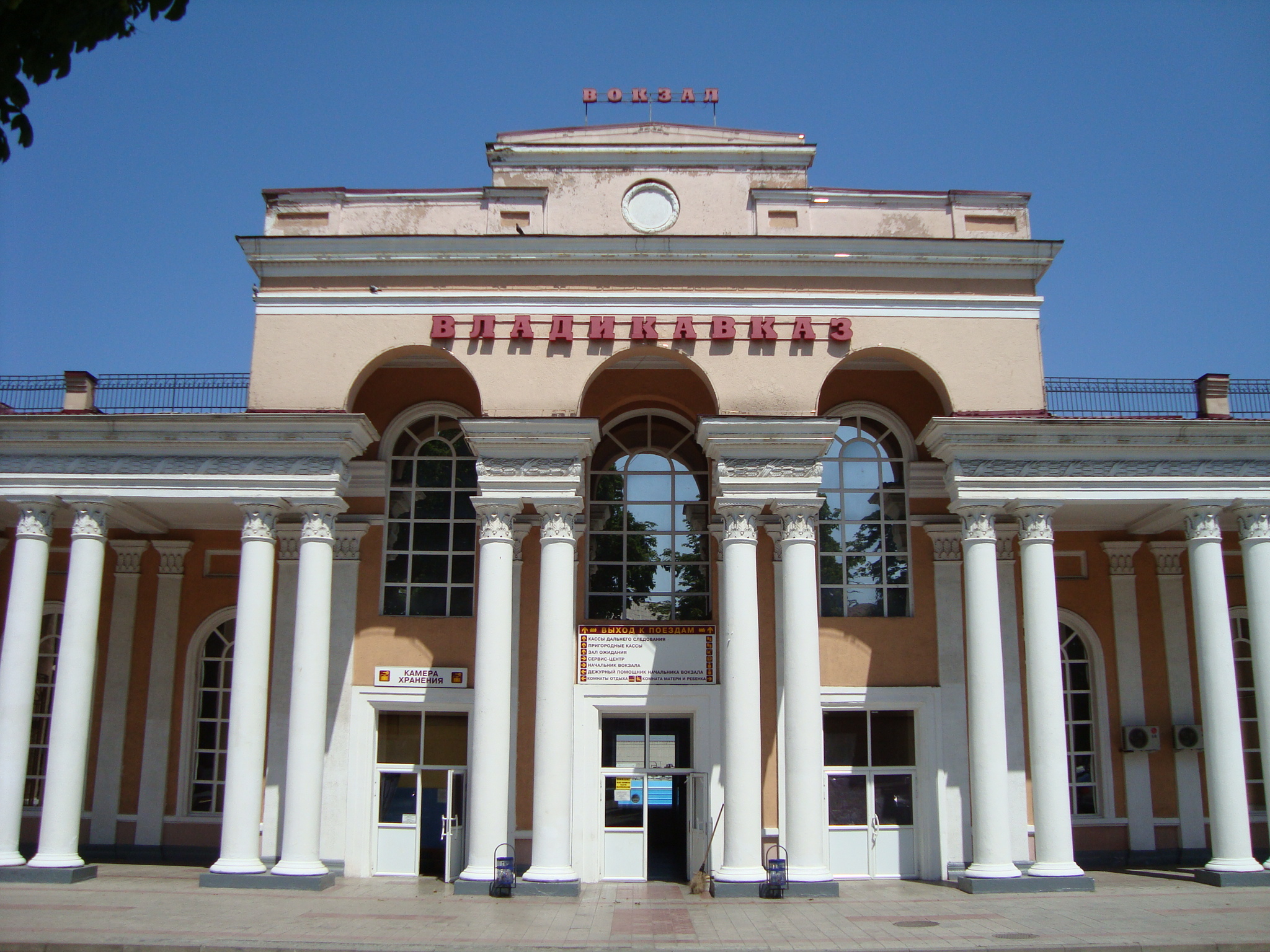
Dworzec kolejowy

- Port lotniczy Władykaukaz-Biesłan – port lotniczy
- Alania Airlines – linia lotnicza

## Media
- Rossijskaja gazieta – Jug Rossiji

## Oświata
Od 1947 w mieście ma swoją siedzibę Północno-Kaukaska Suworowska Szkoła Wojskowa.

## Sport

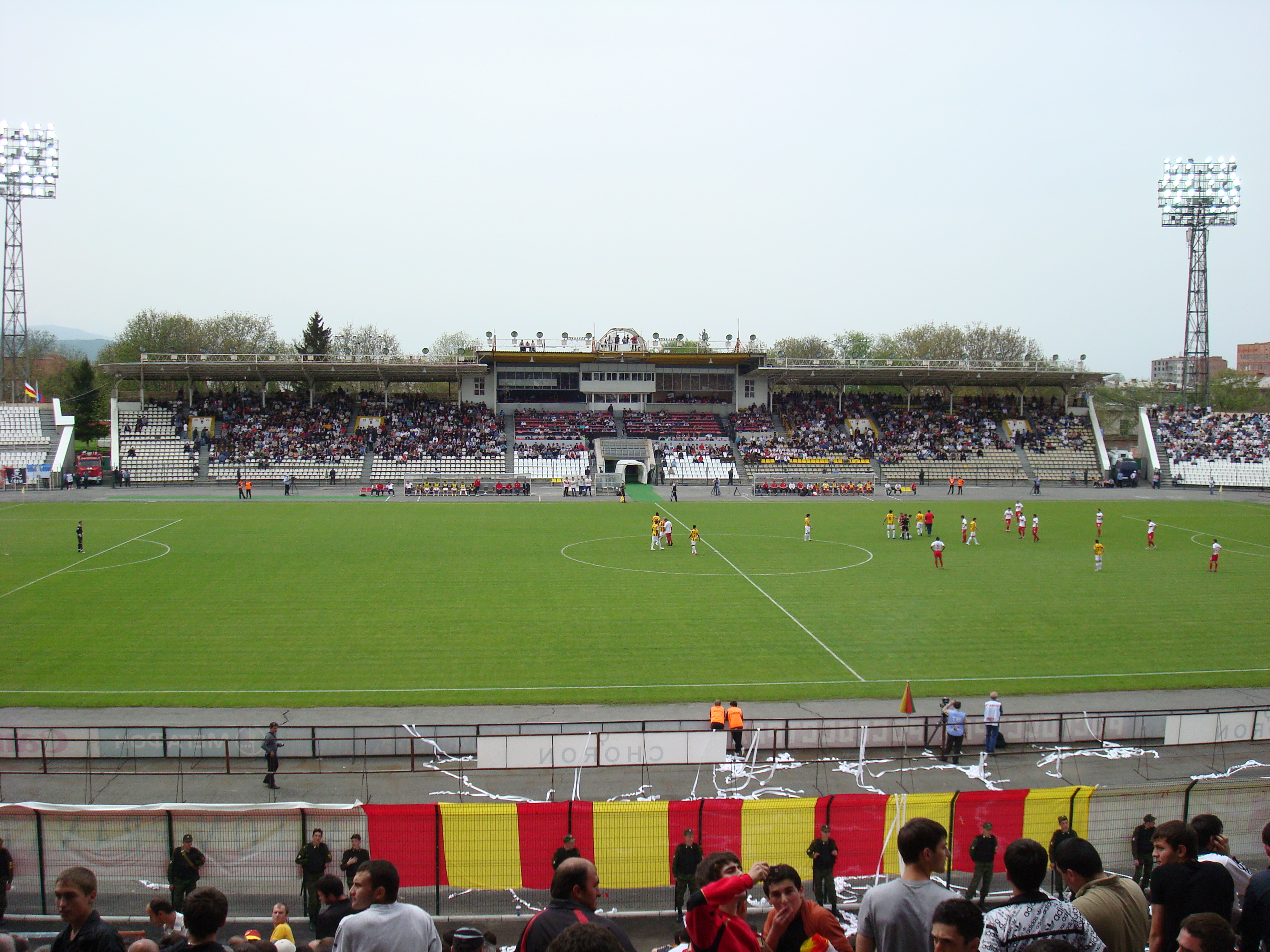
Stadion piłkarski

- Ałanija Władykaukaz – klub piłkarski
- Awtodor Władykaukaz – klub piłkarski
- Dinamo Dzaudżykau – klub piłkarski

## Miasta partnerskie
- Asheville
- Kyrdżali
- Machaczkała
- Nalczyk
- Ardahan